# سلترها

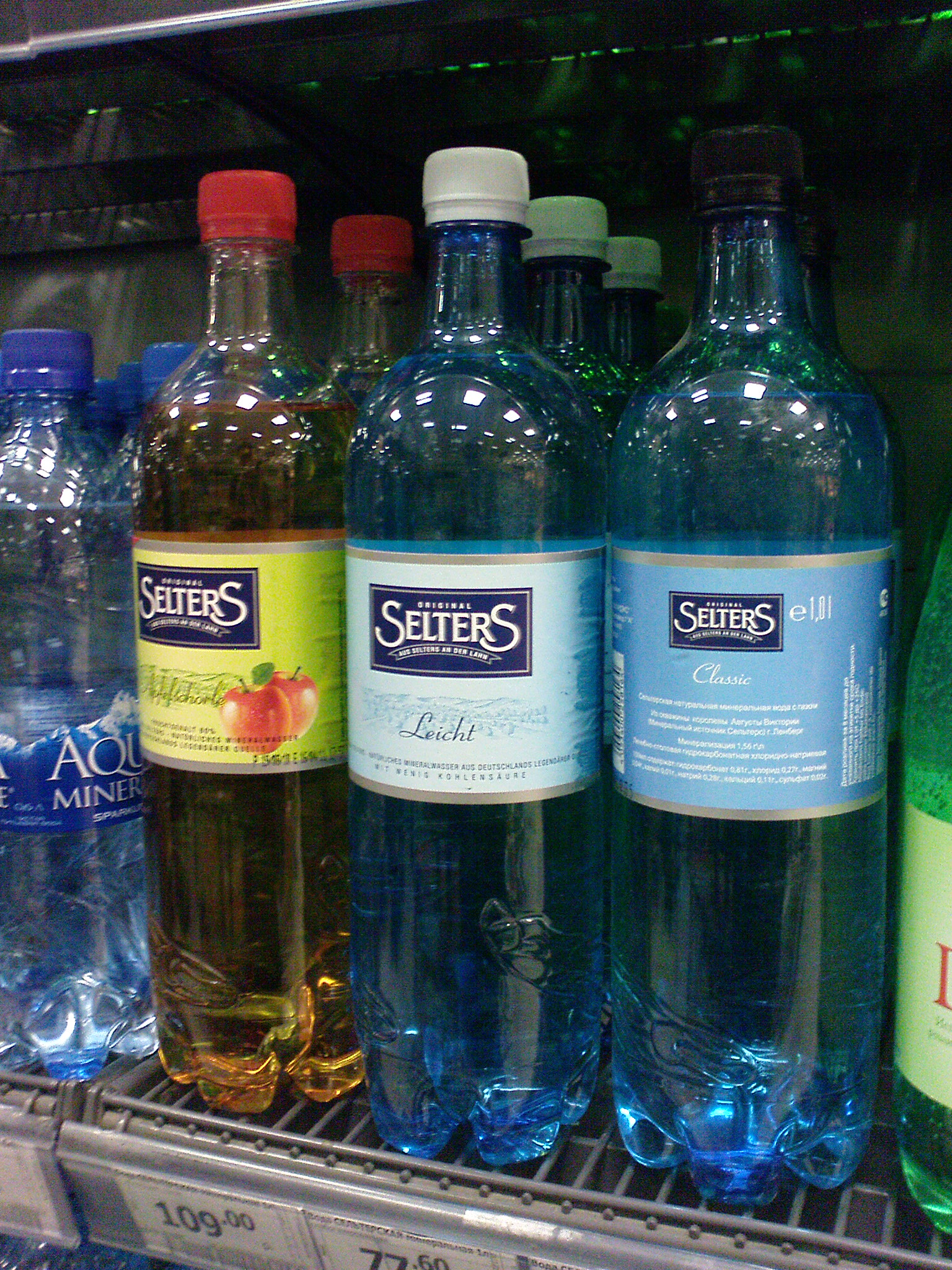
نسخه‌های متعدد فروخته می‌شود.

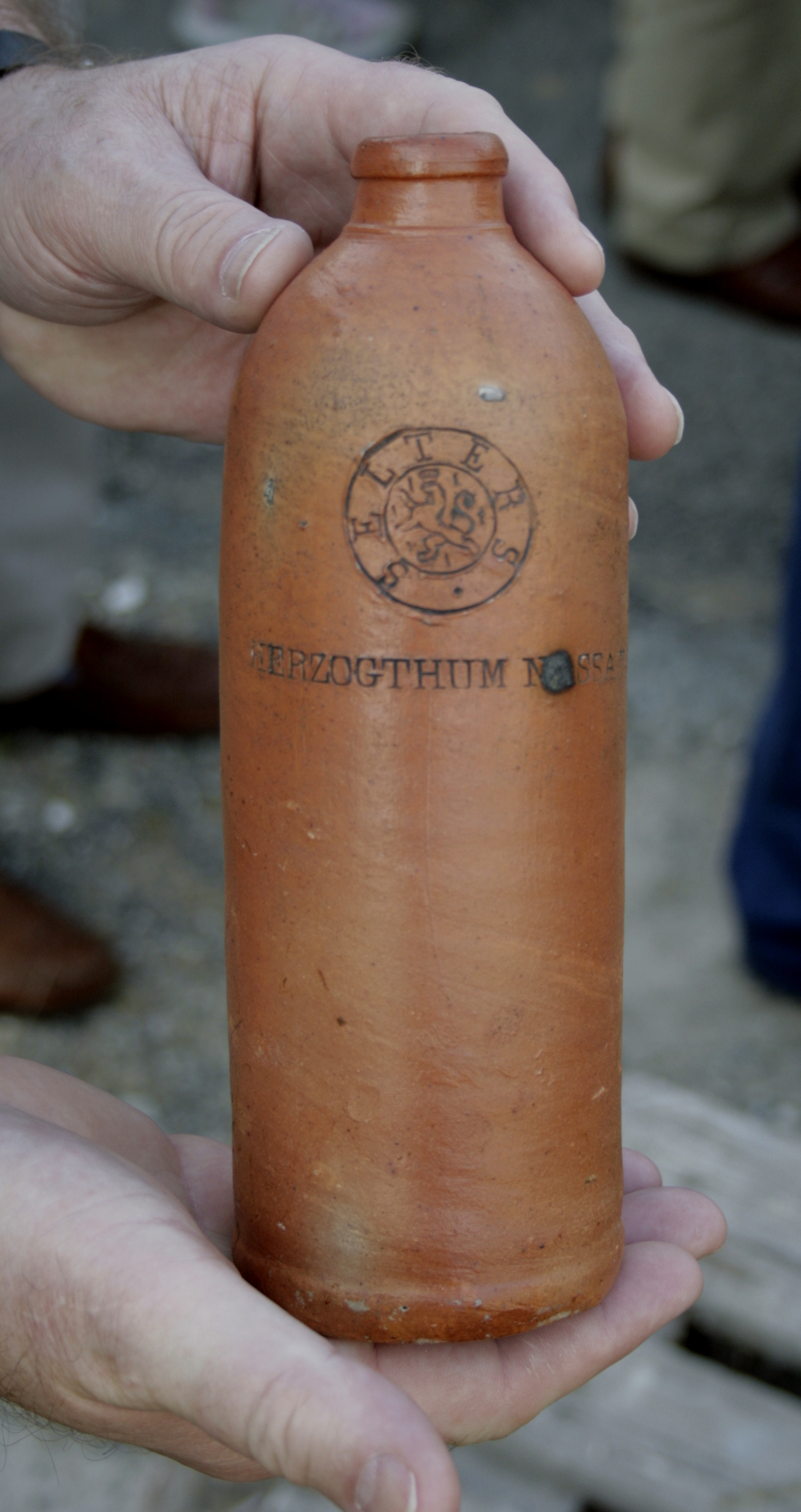
یک بطری سلتر از Niederselters متعلق به قرن نوزدهم

سلترز یک برند آلمانی از آب معدنی طبیعی است که از چاه‌های منطقه سلترز در هسن در کوه‌های تاونوس تهیه می‌شود. این آب از عصر برنز شناخته شده‌است و به دلیل غلظت بالای بی کربنات سدیم، «سودا» به عنوان یک آب سودا طبیعی شناخته شده‌است. آب سلترز همچنین حاوی سطوح بالایی از یون‌های کلسیم، کلرید، منیزیم، سولفات و پتاسیم است. آب به‌طور طبیعی گازدار است، بیش از ۲۵۰ میلی‌گرم در لیتر، اما در هر دو نسخه درخشان و ثابت به فروش می‌رسد.
نام و آب سلترز نمونه اولیه سلتزر است که یک اصطلاح عمومی برای آب سودا در ایالات متحده است.

## تاریخ
رومی‌ها از چاه‌ها استفاده می‌کردند و احتمالاً منشأ نام فعلی سلترز را از لاتین: aqua saltare داده‌اند. (پرش آب) یا لاتین: saltrissa (نمک افزایش می‌یابد)، اما هر دو احتمال عدم قطعیت‌های زبانی را نشان می‌دهند. از همین نام در برخی از نقاط دیگر آلمان با چاه‌های معدنی نیز استفاده می‌شود. این چاه‌ها قبلاً در سال ۷۷۲ در اسناد صومعه‌های نزدیک در فولدا و لرش ذکر شده‌است. در قرن شانزدهم تحت حکومت یوهان فون در لاین، آب چاه‌ها شهرت بین‌المللی پیدا کرد.
سلترز به عنوان یک استراحتگاه آبگرم محبوب بوده‌است و از آب برای اثرات سلامتی و همچنین طعم آن استفاده شده‌است. آب در مقادیر زیادی برای قرن‌ها صادر شده‌است. در سال ۱۷۸۷ جی. F. Westrumb گزارش داد که بیش از یک میلیون بطری سلترز به سراسر جهان صادر شد. بطری سلترز در قرن هفدهم تا نوزدهم متداول بود و از ظروف سنگی ساخته می‌شد تا با «بطری سلتزر» مدرن، یعنی سیفون نوشابه، اشتباه گرفته نشود.
«آب‌های سلتر» مصنوعی با مواد معدنی اضافه شده برای ایجاد رقابت ایجاد شده‌اند، بنابراین به تثبیت شهرت آب اصلی به عنوان مرجع بین‌المللی آب سودا کمک می‌کنند، به عنوان مثال توسط توربرن برگمن، که تجزیه و تحلیل کاملی از آب‌های معدنی انجام داد و در سال ۱۷۷۵ چگونگی ارائه آن را ارائه کرد. برای ساختن آب گازدار به تقلید از آب معدنی واقعی.
تولید در چاه اصلی معروف در نیدرسلترز در سال ۱۹۹۹ پایان یافت، اما تولید در چاهی در نزدیکی آن ادامه دارد (۲۵). کیلومتر دورتر) دهکده سلترز-لوهنبرگ، که برای تقریباً ۲۰۰ سال استفاده تجاری داشت، و همچنین در روستای رقیب در ابرسلترها یک موزه آب سلترز در نیدرسلترز وجود دارد.
کلمات "Selters", "Selterwasser" یا "Selter" مترادف انواع و مارک‌های آب معدنی در درجه اول در شمال و شرق آلمان شده‌اند.